# Grej of the day

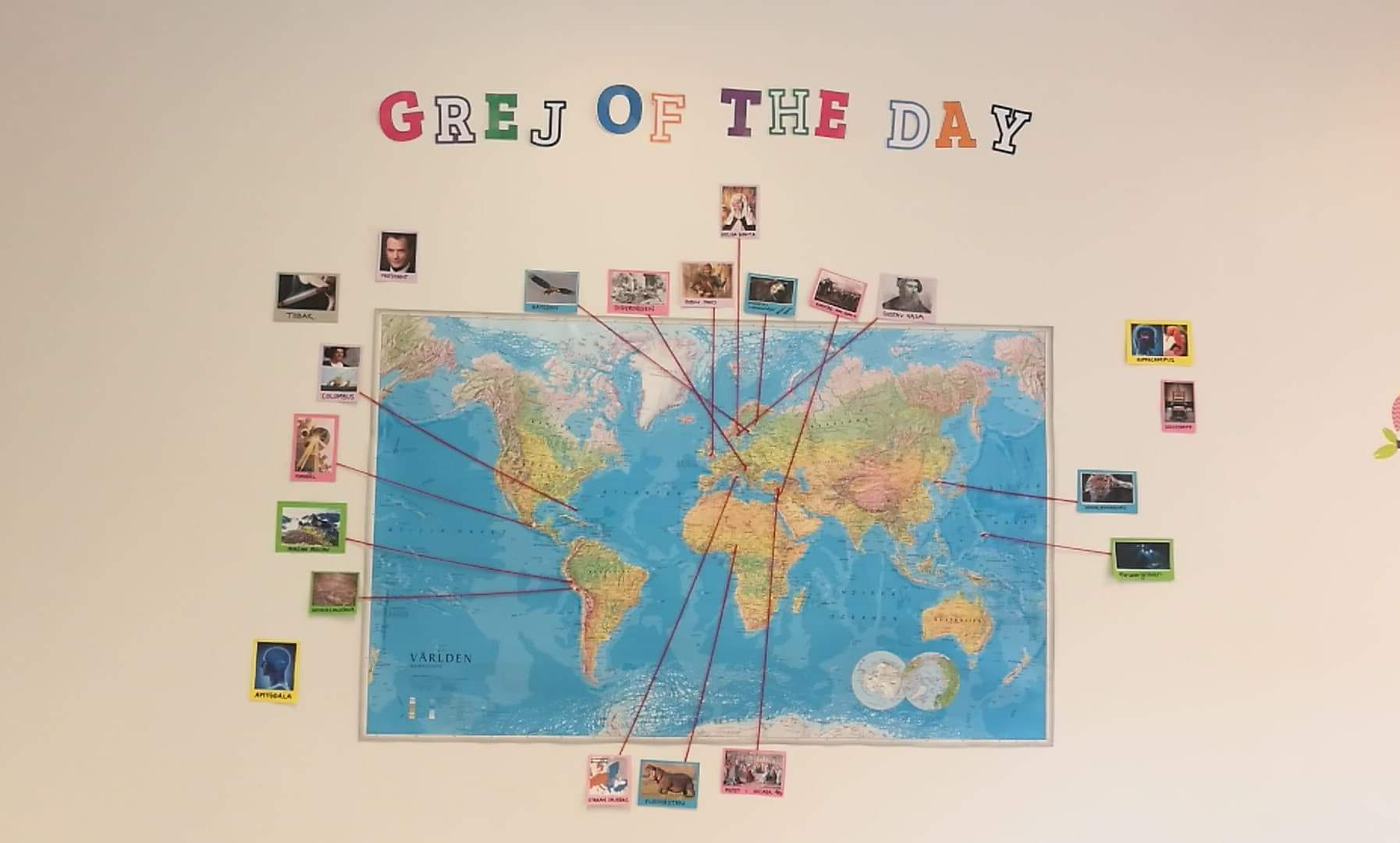
Een wereldkaart met bijbehorende wandkaartjes

Grej of the day is een Zweedse lesmethode die in 2009 werd bedacht door leerkracht Micael Hermansson. De methode is bedoeld om leerlingen enthousiast te maken over kennis door hen eerst te prikkelen met een vraag of raadsel, en vervolgens hen in een mini-les te vertellen over het bijbehorende onderwerp. De methode kan worden gebruikt in alle jaren van het lager onderwijs en de eerste jaren van het voortgezet onderwijs.
De naam is afkomstig van het Zweedse woord grej, dat 'ding' betekent. Het gaat dus om het 'ding van de dag'.
De methode bleek succesvol en verspreidde zich over Zweden. Hermansson schreef tevens het boek Grej of the day over zijn methode. Ook buiten Zweden wordt de werkvorm toegepast.

## Omschrijving
De leerkracht geeft aan de kinderen een vraag of raadsel mee dat een aanwijzing is voor het te bespreken onderwerp. De dag erna geeft de leerkracht in acht tot 10 minuten een mini-les over het onderwerp. Deze les wordt afgesloten met een opmerkelijk weetje over het onderwerp. Hierna geeft de leerkracht een nieuwe vraag of raadsel mee voor de volgende dag.
Na elke Grej hangt de leerkracht een kaartje met de titel van het besproken onderwerp aan de muur en verbindt dit met een touwtje of lijn naar de juiste plaats op de wereldkaart. Zo krijgen de leerlingen een overzicht van alle Grej's die ze al hebben gehad en kunnen ze verbanden ontdekken tussen onderwerpen.